# Damaromyia bifossa
Damaromyia bifossa är en tvåvingeart som beskrevs av Hardy 1931. Damaromyia bifossa ingår i släktet Damaromyia och familjen vapenflugor. Inga underarter finns listade i Catalogue of Life.